# Андавтония
Андавто́ния ― римское поселение, которое было расположено на южном берегу реки Сава, недалеко от современной деревни Шчитаржево на юго-востоке от города Загреб, Хорватия.
Андавтония находилась на территории римской провинции Паннонии, на римской дороге, соединяющей города Поэтовия (современный Птуй) и Сисция (Сисак). Название «Андавтония» упоминается в трудах античного географа Птолемея, а «Давтония» упоминается в Итинерарии Антонина. Дорога пролегала между Андавтонией и Поэтовиумом через Пирри и Аквавию на север и через Сисцию на юг. Поселение существовало между I и IV веками, после чего оно, как полагают, было уничтожено во время Великого переселения народов.
В современную эпоху имя поселения впервые было обнаружено на каменной скрижали в районе Стенжевец в 1758 году. В 1768 году была найдена ещё одна скрижаль с этим названием в Шчитаржево. В течение XIX века каменные и кирпичные материалы античных времён, которые всё ещё могли быть найдены в этих областях, были по большей части удалены и повторно использованы в строительстве новых зданий; тем самым на поверхности земли были уничтожены следы существования поселения.
Местоположение Андавтонии было предметом споров различных картографов и историков: свои версии выдвигали в том числе Х. Г. Рейхард, Ж.-Б. Б. де Анвиль, Б. А. Крчелич, М. П. Катанчич и И. Кукулевич-Сакцинский. В конце концов оно было точным образом установлено Т. Моммзеном и опубликовано в собрании Corpus Inscriptionum Latinarum в 1873 году. Археологический музей Загреба впоследствии начал первые раскопки в Шчитаржево, в результате которых были найдены многочисленные артефакты римской эпохи, покоившиеся на глубине около 1 метра.
Сотрудники музея возвращались на место раскопок для дальнейшего исследования местности в период между 1969 и 1980 гг. С 1981 года они также провели анализ сада у церковного прихода в центре поселения. Были найдены следы улицы, канализационная система, различные здания, городские стены и некрополь. В 1994 году в центре поселения был построен археологический парк.